# Rivolta della frusta

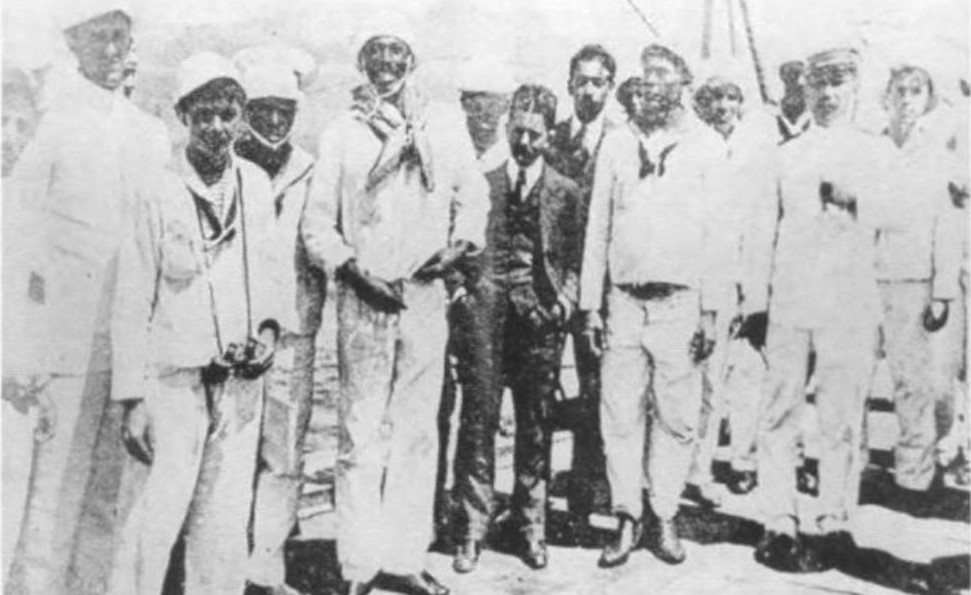
Il leader della "rivolta della frusta" João Cândido Felisberto (al centro, alla sinistra dell'uomo vestito di nero) ritratto insieme a giornalisti, ufficiali e marinai a bordo della nave da battaglia Minas Geraes il 26 novembre 1910

La cosiddetta "rivolta della frusta" o "rivolta dello scudiscio" (dal portoghese Revolta da Chibata) fu un grande ammutinamento che interessò nel novembre 1910 le principali unità da guerra della Marina militare brasiliana ancorate a Rio de Janeiro, all'epoca capitale della nazione. Il nome dato alla sommossa fu dovuto a una delle cause del sollevamento, l'abuso di punizioni corporali da parte degli ufficiali ai danni dei marinai semplici e la frequente abitudine di infliggere frustate per sanzionare anche infrazioni disciplinari minori.
La "rivolta della frusta" fu parte del più vasto periodo di disordini interni al Brasile occorso tra la fine del XIX secolo e l'inizio del XX secolo, originatosi dall'abolizione della schiavitù nel 1888 e dall'abbattimento del precedente regime imperiale con conseguente istituzione di un nuovo ordinamento repubblicano. Queste varie sommosse furono dovute al clima di tensione razziale tra le classi bianche, ricche e dominanti nella nazione brasiliana, e la massa dei cittadini mulatti e di colore, spesso ex schiavi liberati, che invece viveva in condizioni di estrema povertà e miseria. Questa distinzione era evidente nei ranghi della Marina brasiliana: per far fronte all'espansione quantitativa e qualitativa della Marina, dovuta all'ingaggio da parte delle nazioni del Sudamerica di una serrata corsa agli armamenti navali all'inizio del XX secolo, gli equipaggi della flotta erano stati riempiti con arruolamenti forzati di membri delle classi umili e meno istruite, mentre il corpo ufficiali era rimasto saldamente in mano all'élite bianca abituata a trattare con disprezzo le classi inferiori.
Da tempo progettato da un comitato segreto formato dagli stessi marinai, l'ammutinamento scoppiò il 22 novembre 1910: guidati da João Cândido Felisberto, gli ammutinati si impadronirono in breve tempo di quattro importanti unità da guerra, tra cui le due nuovissime navi da battaglia tipo dreadnought della classe Minas Geraes, tra le più potenti unità della loro categoria esistenti all'epoca; gli ammutinati avanzarono una serie di richieste riguardanti il miglioramento delle condizioni di vita dei marinai e la fine di quello che definivano un regime di "schiavitù" praticato all'interno della Marina, minacciando in caso contrario di radere al suolo la capitale brasiliana con il fuoco dei cannoni. Nonostante il presidente Hermes Rodrigues da Fonseca fosse contrario a qualunque negoziato, dovette infine accettare il voto del parlamento brasiliano che concedeva l'amnistia per i ribelli e la cessazione delle punizioni corporali in seno all'ordinamento disciplinare della Marina; ciò portò quindi alla pacifica cessazione dell'ammutinamento il 26 novembre seguente. Molti degli ammutinati, congedati in massa dalla Marina subito dopo la fine della rivolta, furono tuttavia arrestati arbitrariamente in dicembre, dopo la proclamazione dello stato d'assedio a seguito di ulteriori sommosse nel paese, e detenuti per diversi mesi in condizioni durissime o spediti ai lavori forzati nelle insalubri piantagioni dell'Amazzonia.

## Antefatti

### Il nuovo Brasile
Negli anni precedenti la rivolta, la popolazione brasiliana assistette a una serie di frequenti mutamenti nella vita politica, economica e sociale della nazione: un esempio fu, nel maggio 1888, l'abolizione della schiavitù dovuta all'entrata in vigore della cosiddetta Lei Áurea, provvedimento fortemente avversato dalle classi superiori della società brasiliana e in particolare dai possidenti terrieri. Questo scontento tra le classi benestanti della società brasiliana portò a un colpo di stato incruento il 15 novembre 1889 orchestrato dall'esercito e guidato dai generali Benjamin Constant e Deodoro da Fonseca: il monarca brasiliano Pedro II e la sua famiglia furono deposti e inviati in esilio in Europa, mentre la guida del paese fu assunta da un regime repubblicano con Fonseca come presidente.

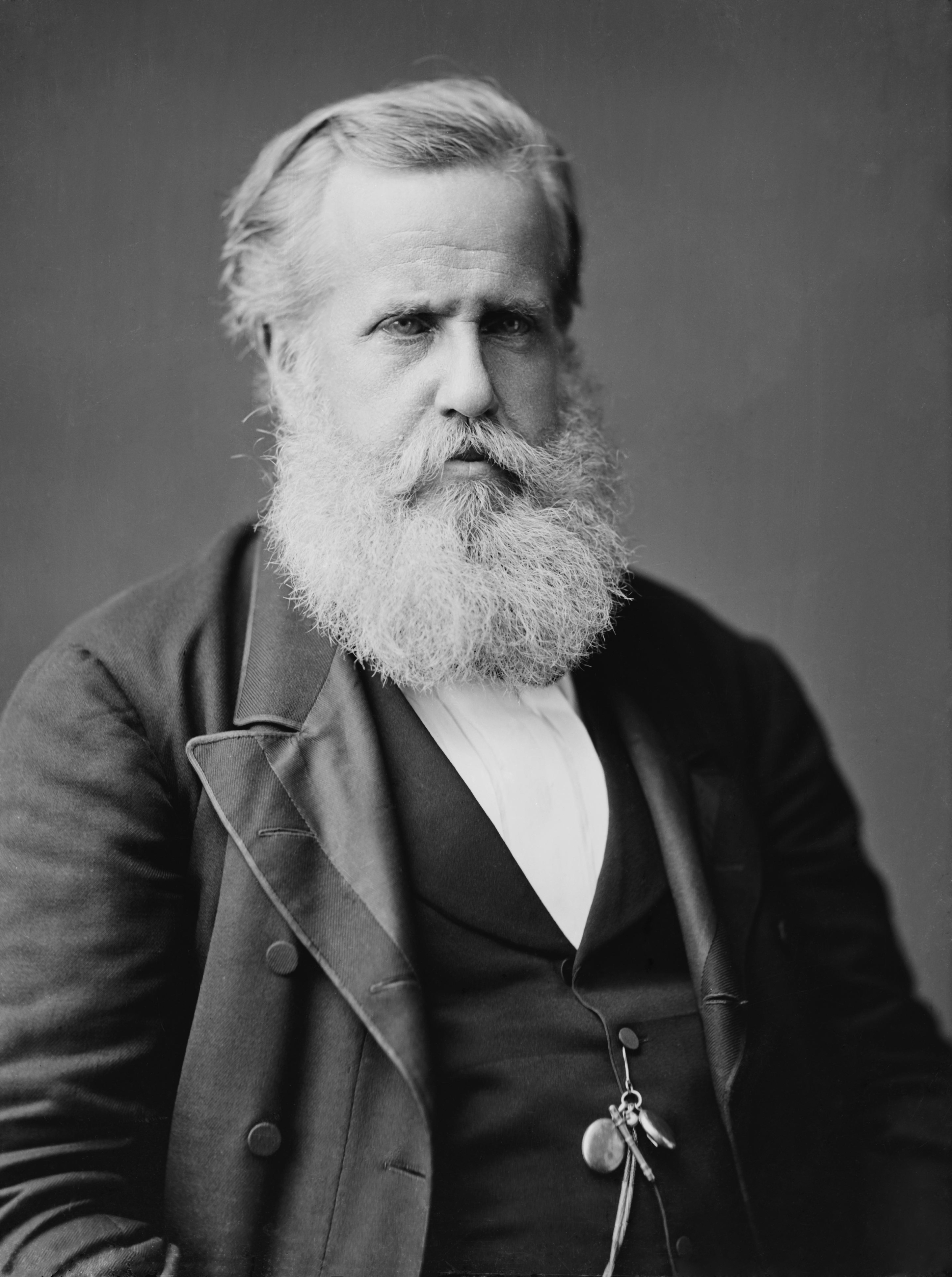
Pedro II, imperatore del Brasile, la cui deposizione nel 1889 innescò un periodo di forti tensioni nel paese

La decade seguente la deposizione di Pedro II fu segnata da una serie di sollevazioni contro il nuovo ordine politico, tra cui due rivolte in seno alla flotta brasiliana nel 1891 e nel 1893, la "rivoluzione federalista" del 1893-1895, la guerra di Canudos del 1896-1897 e la "rivolta del vaccino" del 1904. Questi sommovimenti politici portarono a un rapido decadimento qualitativo della Marina brasiliana, in particolare se comparata ai suoi vicini sudamericani dell'Argentina e del Cile che a partire dal 1880 avevano dato il via a una corsa agli armamenti navali: alla fine del XIX secolo, un'antiquata flotta brasiliana con (nel 1896) solo circa il 45% della sua forza autorizzata e solo due moderne navi corazzate si trovava ad affrontare le marine argentina e cilena piene di navi ordinate negli ultimi dieci anni.
Anche agli albori del nuovo secolo, tuttavia, la crescita della domanda mondiale di caffè e gomma diede al governo brasiliano un forte afflusso di risorse finanziarie: autori dell'epoca stimarono che tra il 75 e l'80% del caffè consumato in tutto il mondo proveniva dalle piantagioni del Brasile. Confidando nel proseguimento di questa situazione economica favorevole, elementi di spicco della politica brasiliana come Pinheiro Machado e José Paranhos, barone di Rio Branco, spinsero perché la nazione fosse riconosciuta come una potenza internazionale, obiettivo per la realizzazione del quale era importante disporre di una marina militare forte ed efficiente; il Congresso nazionale del Brasile elaborò e approvò nel 1904 un grosso programma di costruzioni navali, ma già due anni prima le navi in questione erano state ordinate. Mentre ancora era in corso l'ordine per la realizzazione di tre piccole navi da battaglia, il varo nel 1906 della nave da battaglia britannica HMS Dreadnought, capostipite di una nuova e innovativa generazione di unità navali da guerra (le "dreadnought" appunto), spinse le autorità brasiliane ad accantonare i piani precedenti e a progettare la costruzione di due unità di nuovo tipo, cui doveva poi seguire una terza; ciò portò quindi alla realizzazione nei cantieri britannici delle due unità della classe Minas Geraes, la Minas Geraes (varata nel settembre 1908) e la São Paulo (varata nell'aprile 1909), cui si aggiunsero altre nuove unità leggere come incrociatori e cacciatorpediniere.

### La vita nella Marina
Questa modernizzazione tecnologica nella Marina brasiliana non fu tuttavia accompagnata da cambiamenti sociali, e le tensioni tra il nucleo degli ufficiali della flotta e la massa degli equipaggi portarono a un crescendo di agitazioni; nelle parole del Barone di Rio Branco: «per il reclutamento di fanti di marina e marinai, abbiamo portato a bordo la feccia dei nostri centri urbani, il sottoproletariato più inutile, senza preparazione di qualsiasi tipo. Ex schiavi e figli di schiavi, la maggior parte dei quali scuri di pelle o mulatti dalla pelle scura, costituiscono gli equipaggi delle nostre navi». Le differenze razziali in seno alla Marina brasiliana risultavano immediatamente evidenti agli osservatori dell'epoca: gli ufficiali al comando delle navi erano quasi tutti bianchi, mentre gli equipaggi erano neri o, in misura minore, mulatti; queste distinzioni somatiche nascondevano differenze più profonde: i marinai dalla pelle scura, che all'epoca della rivolta erano principalmente vecchi schiavi liberati per effetto della Lei Áurea o figli di schiavi nati liberi per effetto di una legge del 1871, erano quasi universalmente meno istruiti dei loro superiori bianchi.
La Marina, come del resto tutte le altre branche delle forze armate, serviva come via d'uscita per migliaia di neri giovani, poveri e talvolta orfani che si ritrovavano impantanati nella "feccia" delle città brasiliane; molti avevano commesso o erano sospettati di aver commesso crimini, e quelli che non avevano avuto problemi con la legge spesso erano stati reclutati venendo semplicemente presi dalle strade con la forza tra gli strati più bassi della società. Tali misure erano considerate come un "perfetto connubio di punizione e miglioramento": le persone che avevano commesso o avevano un'alta probabilità di commettere crimini violenti venivano rimosse dalla società e addestrate in attività che portavano giovamento al paese. Era comune inviare nelle scuole di apprendistato della Marina giovani intorno ai 14 anni d'età, i quali venivano poi arruolati senza possibilità di lasciare il servizio se non quindici anni più tardi: João Cândido Felisberto, uno dei leader della rivolta, era stato reclutato come cadetto a 13 anni d'età ed era entrato in Marina a 16 anni. Gli individui reclutati con la forza dovevano servire per dodici anni; i volontari firmavano per nove anni di servizio, ma non sorprendentemente costituivano solo una piccola percentuale delle reclute: nel 1910 la Marina riferì di aver ammesso in servizio solo 49 volontari, mentre nello stesso anno 924 nuovi marinai erano stati reclutati forzatamente tra gli scolari delle scuole di apprendistato.

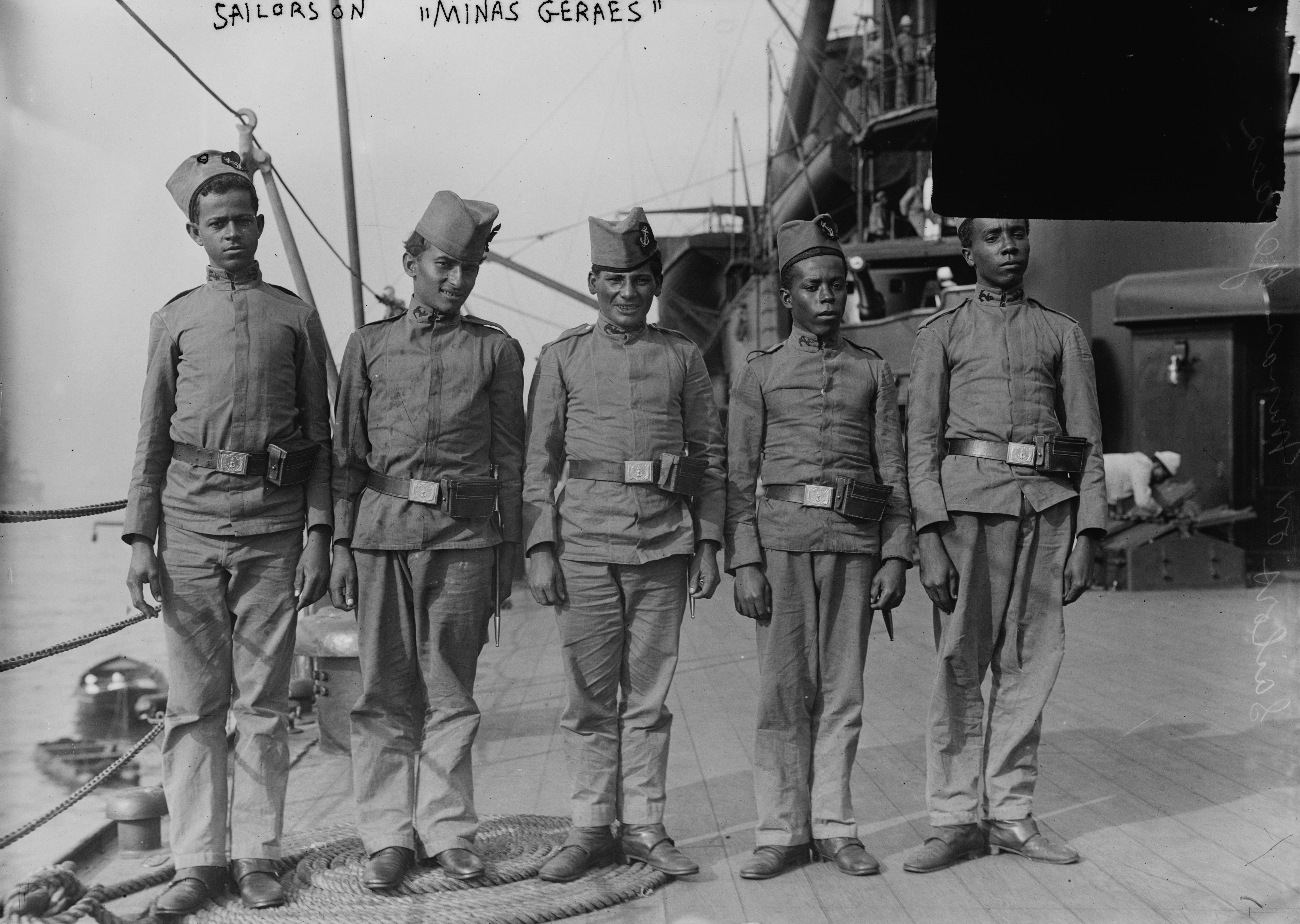
Marinai di colore fotografati a bordo della nave da battaglia Minas Geraes nel 1913

Un altro punto di attrito derivava dal forte uso in seno alla Marina di punizioni corporali anche per sanzionare infrazioni minori: se simili punizioni erano state bandite nella società in generale fin dalla Costituzione imperiale del 1824 e nell'ordinamento dell'Esercito fin dal 1874, solo nel novembre 1889, quando la nuova legislazione repubblicana aveva formalmente proibito tali misure disciplinari, la Marina si era adeguata. Le punizioni corporali erano rimaste possibili solo nei confronti degli uomini inviati alle Companhia Correcional ("Compagnia di punizione"); il legislatore immaginava questa misura come un freno alla pratica, pensando che solo i marinai con storie violente o eversive alle spalle si sarebbero ritrovati ad affrontare la frusta, ma la realtà era molto diversa: le Companhia Correcional erano presenti su tutte le navi della flotta e ciò rendeva teoricamente possibile che ogni marinaio indistintamente potesse essere trasferito a una di esse, senza alcun cambiamento quindi nella routine di sempre.
La maggior parte del corpo ufficiali della Marina brasiliana pensava che le punizioni corporali fossero essenziali per mantenere la disciplina a bordo delle navi. Un anonimo ammiraglio brasiliano, rappresentativo della mentalità dell'epoca, scrisse nel 1961 che «i nostri marinai del tempo, mancando di requisiti morali e intellettuali per apprezzare gli aspetti degradanti della punizione, la accettavano naturalmente, come un'opportunità per mostrare la loro superiorità fisica e morale. [...] Tutto questo è [...] comprensibile a fronte della mentalità arretrata e dell'ignoranza del personale che componeva gli equipaggi delle navi».

## La rivolta

### Preludio
Secondo João Cândido Felisberto, un marinaio veterano che sarebbe poi diventato il leader della "rivolta della frusta", l'equipaggio della nave da battaglia Minas Geraes stava progettando di ammutinarsi da molto prima del 1910. I cospiratori erano motivati nei loro propositi dal trattamento riservato alle reclute della Marina brasiliana, che oltre all'abuso della frusta da parte degli ufficiali dovevano sopportare anche il cibo scadente rifilato all'equipaggio, sovente causa di periodiche epidemie di beriberi; alcuni marinai avevano formato un comitato che si riuniva da anni segretamente a Rio de Janeiro, e questa organizzazione semi-formale si espanse quando i suoi membri furono inviati a Newcastle upon Tyne nel Regno Unito per addestrarsi alla conduzione delle nuove dreadnought in allestimento per la Marina brasiliana: intervistato dopo la rivolta, Felisberto sostenne che i cospiratori «stabilirono comitati in molti degli alberghi dove gli equipaggi erano alloggiati in attesa della costruzione delle navi. In quasi due anni pagati dal governo brasiliano, inviammo messaggeri a sondare la situazione qui [in Brasile]. Abbiamo fatto in modo che quando saremmo ritornati saremmo stati pronti ad agire». I cospiratori erano solo «in attesa di una data».
L'esperienza vissuta da questi marinai nel Regno Unito fu, secondo lo storico Zachary Morgan, un periodo formativo fondamentale per plasmare il successivo ammutinamento. I marinai furono pagati regolarmente, in contanti, e ricevettero denaro extra perché dovevano provvedere essi stessi ai loro pasti; a causa del ruolo vitale che questi uomini giocavano nell'economia locale di Newcastle, essi subirono da parte degli abitanti della città un razzismo relativamente minimo, e gli scioperi organizzati dai lavoratori sindacalizzati dei cantieri della Armstrong Whitworth ritardarono il completamento delle navi brasiliane. Inoltre, i brasiliani furono in grado di osservare i loro omologhi della Royal Navy britannica, un confronto che Morgan descrive come "stridente" perché i marinai britannici «non erano reclutati a forza, non erano frustati, [ed] erano accettati come cittadini».

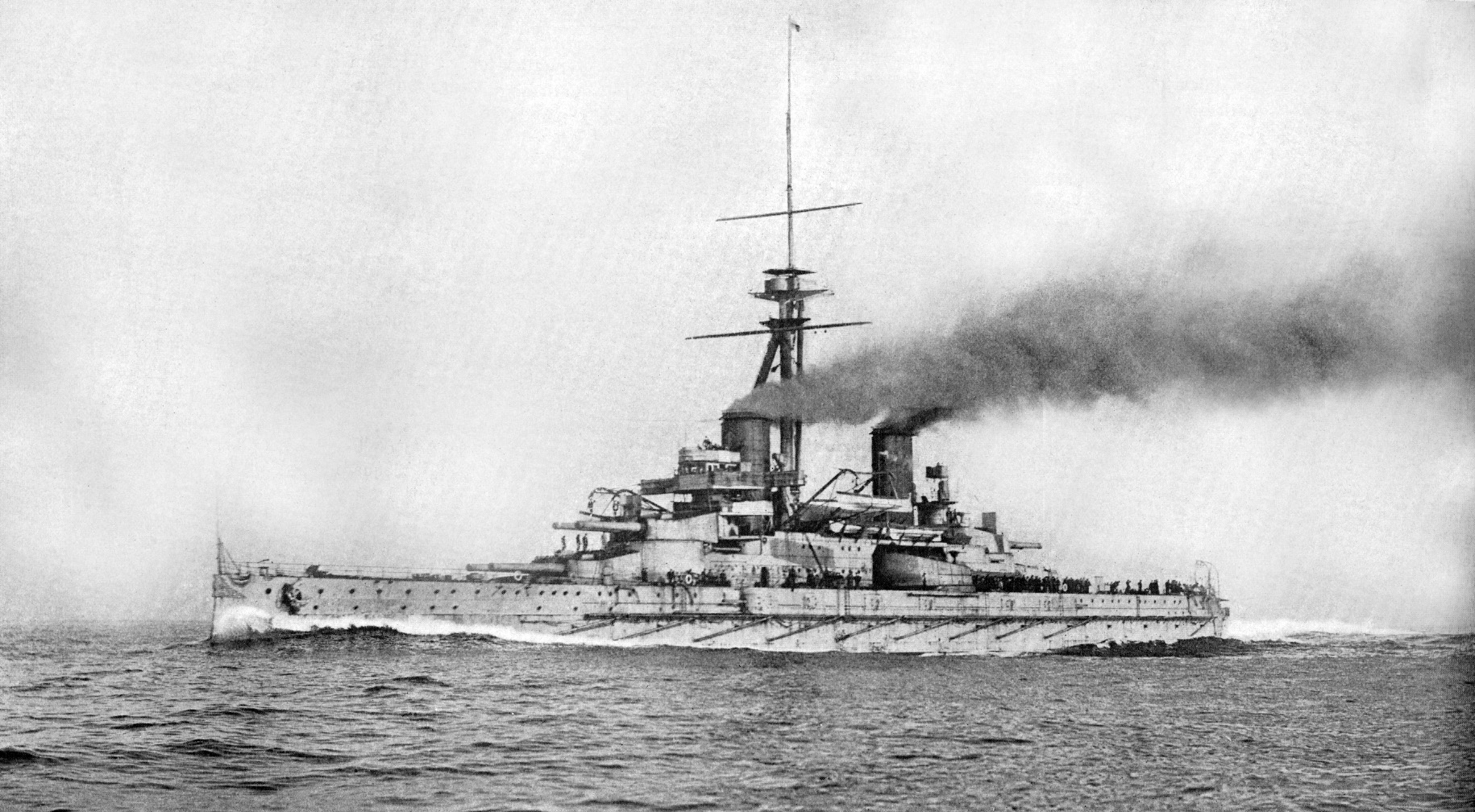
La nave da battaglia Minas Geraes, epicentro della rivolta

La rivolta ebbe inizio dopo le brutali 250 frustate inflitte a Marcelino Rodrigues Menezes, un marinaio di leva regolare afro-brasiliano, per aver deliberatamente ferito un compagno con un rasoio da barba; tra gli studiosi vi è disaccordo circa la correttezza del numero di frustate (alcuni fanno notare che una simile quantità avrebbe probabilmente ucciso il condannato, e hanno suggerito che il numero fosse dovuto a un errore di trascrizione di una cifra decimale) e su quando esattamente questa sentenza sia stata eseguita (secondo una fonte la punizione fu eseguita la notte del 21 novembre, giorno prima della rivolta, mentre secondo Morgan essa fu attuata la mattina del 16 novembre e l'ammutinamento venne ritardato per evitare indesiderate connotazioni politiche derivanti dall'inaugurazione presidenziale del 15 novembre, visto che quello degli ammutinati era un attacco contro il loro trattamento da parte della Marina militare e non contro il sistema politico brasiliano nel suo complesso), ma tutti concordano sul fatto che essa fu il catalizzatore immediato della rivolta.

### L'ammutinamento
La "rivolta della frusta" ebbe inizio intorno alle ore 10:00 del 22 novembre e coinvolse una significativa percentuale dei marinai acquartierati a Rio de Janeiro, forse da 1.500 a 2.000 uomini su un totale di 4.000. La sollevazione ebbe inizio a bordo della dreadnought Minas Geraes, dove il comandante della nave e diversi marinai rimasti leali furono uccisi; il rumore della sparatoria in corso sulla Minas Geraes fece da segnale per le altre navi ancorate in rada che l'ammutinamento aveva avuto inizio, ed entro la mezzanotte i ribelli capitanati da João Cândido Felisberto avevano assunto il pieno controllo della dreadnought São Paulo, dell'esploratore Bahia e della corazzata costiera Deodoro. Le navi in mano ai ribelli rappresentavano il meglio della flotta brasiliana: la Minas Geraes e la São Paulo erano entrate in servizio da pochi mesi ed erano forse le più potenti navi da battaglia in quel momento in attività nel mondo, il Bahia era capace di una velocità record per la sua categoria e la Deodoro, benché vecchia di una decina di anni, era stata da poco ammodernata.
Gli equipaggi del piccolo posamine República, della nave scuola Benjamin Constant e delle torpediniere Tamoio e Timbira si ribellarono a loro volta, ma rappresentavano appena il 2% del totale degli ammutinati: la maggior parte della ciurma del República lasciò la nave e si trasferì sulla São Paulo e sulla Deodoro, mentre gli uomini delle altre unità ammutinate si unirono ai ribelli o si dispersero scendendo a terra. Mentre i tecnici civili (alcuni dei quali di nazionalità britannica), i macchinisti e altri marinai non aderenti alla rivolta furono trattenuti a bordo delle unità ammutinate, agli ufficiali fu in genere pacificamente concesso di scendere a terra, ma con due notevoli eccezioni: sulla Minas Geraes gli ufficiali furono sorpresi dalla rivolta ma ebbero il tempo di impugnare le armi e tentare di difendersi, e il comandante della nave João Batista das Neves fu ucciso in un combattimento insieme a diversi marinai ribelli e lealisti. Gli altri spargimenti di sangue furono molto più contenuti: sul Bahia l'unico ufficiale a bordo fu ucciso dopo che ebbe sparato a un marinaio ribelle, mentre un tenente sulla São Paulo si suicidò.
Entro la fine del pomeriggio, le principali unità rimaste sotto il controllo degli ufficiali comprendevano l'esploratore Rio Grande do Sul (nave gemella del Bahia), il vecchio incrociatore Barroso e otto dei nuovi cacciatorpediniere della classe Pará. Il potenziale di queste unità era tuttavia surclassato dalle dreadnought in mano ai ribelli (ciascuna delle quali superava in fatto di artiglieria tutte le unità lealiste messe insieme) e da vari problemi che le affliggevano: in primo luogo, gli ufficiali erano sospettosi anche nei confronti degli equipaggi rimasti fedeli al governo, e assunsero direttamente il controllo di tutte le posizioni necessarie a un combattimento diretto riducendo ove possibile il ricorso ai servigi di marinai comuni; in seconda battuta, si verificarono varie complicazioni riguardo alle armi, come il fatto che i siluri dei cacciatorpediniere non potevano essere usati perché mancanti dei percussori, e quando infine essi furono consegnati si scoprì che non si adattavano agli ordigni più recenti imbarcati dalle unità (i percussori corretti non furono montati prima di due giorni dopo l'inizio della rivolta).

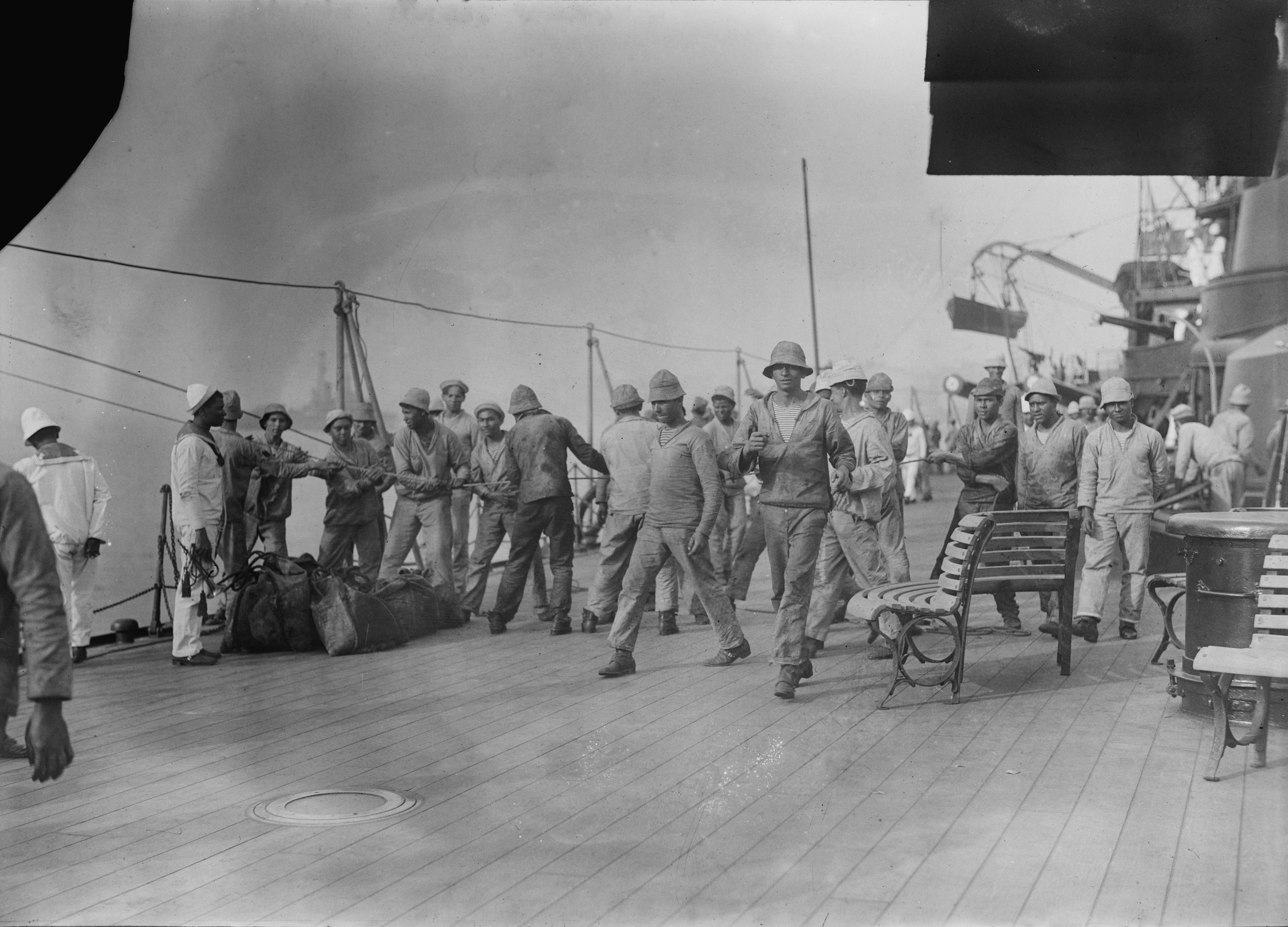
Marinai della Minas Geraes durante delle operazioni di carbonamento

Prima della mezzanotte del 22 novembre, i ribelli spedirono un telegramma al presidente Hermes da Fonseca (nipote del primo presidente del Brasile e in carica da solo una settimana): «Noi non vogliamo il ritorno della frusta. Questo è quello che chiediamo al presidente della repubblica e al ministro della Marina. Noi vogliamo un'immediata risposta. Se non riceveremo alcuna risposta, noi distruggeremo la città e le navi che non hanno aderito alla rivolta»; Fonseca, ad ogni modo, rifiutò qualunque contatto diretto tra sé e i ribelli. La forza ribelle mollò gli ormeggi e si trasferì alla Ilha do Viana verso le 01:00 del 23 novembre, al fine di caricare a bordo carbone e rifornimenti per resistere alla possibilità di un lungo assedio; al sorgere del sole, i corpi dei marinai uccisi a bordo della Minas Geraes furono mandati a riva con una lancia sulla Ilhas das Cobras, unitamente a una lettera di Felisberto per il presidente Fonseca che chiedeva, tra le altre cose, la fine del regime di "schiavitù" praticato dalla Marina e del continuo uso della frusta nonostante il suo divieto in ogni altra nazione occidentale:
(Lettera spedita dalla São Paulo il 22 novembre)
Durante quella stessa mattinata, le navi ribelli aprirono il fuoco su diverse postazioni fortificate dell'esercito situate intorno alla Baia di Guanabara, come pure sugli arsenali e sulle basi della Marina sull'Ilha das Cobras e sull'Ilha de Villegagnon, sulla cittadina di Niterói e sul palazzo presidenziale; uno dei proiettili colpì una casa sulla collina di Castelo a Rio de Janeiro uccidendo due bambini, e benché vi fossero anche altre vittime in questo bombardamento la morte di questi due bambini colpì profondamente la coscienza dei marinai ammutinati: in un'intervista successiva rilasciata una decade più tardi, Felisberto sostenne che lui e i suoi compagni raccolsero soldi tratti dalle loro "miserabili paghe" per finanziare un funerale per i due bambini uccisi.
In generale sembrava che le navi fossero ben gestite e comandate: osservatori dell'epoca rimasero sorpresi dal fatto che gli equipaggi, nonostante la mancanza di ufficiali a bordo, avessero il pieno controllo delle loro navi e fossero in grado di mantenere una buona formazione mentre si muovevano attraverso la baia. I ribelli cercarono di sparare al di sopra delle abitazioni o intorno agli edifici governativi e militari piuttosto che cercare di raderli al suolo, azione che lo storico Zachary Morgan crede fosse motivata da preoccupazioni di ordine umanitario o (perlomeno) da un concreto pragmatismo: limitando i danni effettivi, gli ammutinati avrebbero potuto ottenere sostegno tra i parlamentari, la stampa e la popolazione in generale. Vi è tuttavia ancora oggi discussione tra gli storici su quanto le navi fossero bellicamente efficienti e su quanto controllo i marinai avessero su di esse.

### Le trattative
A riva, i civili brasiliani si svegliarono la mattina del 23 novembre scoprendo che le più importanti unità della loro flotta, equipaggiate con gli appartenenti alle classi più basse della società, stavano sparando sulla loro città: a migliaia tentarono di fuggire, anche se pochi erano in grado di farlo; la stampa inizialmente alimentò le paure della gente, anche se poi varie testate mutarono opinione e presero a ritratte i ribelli come degli eroi.

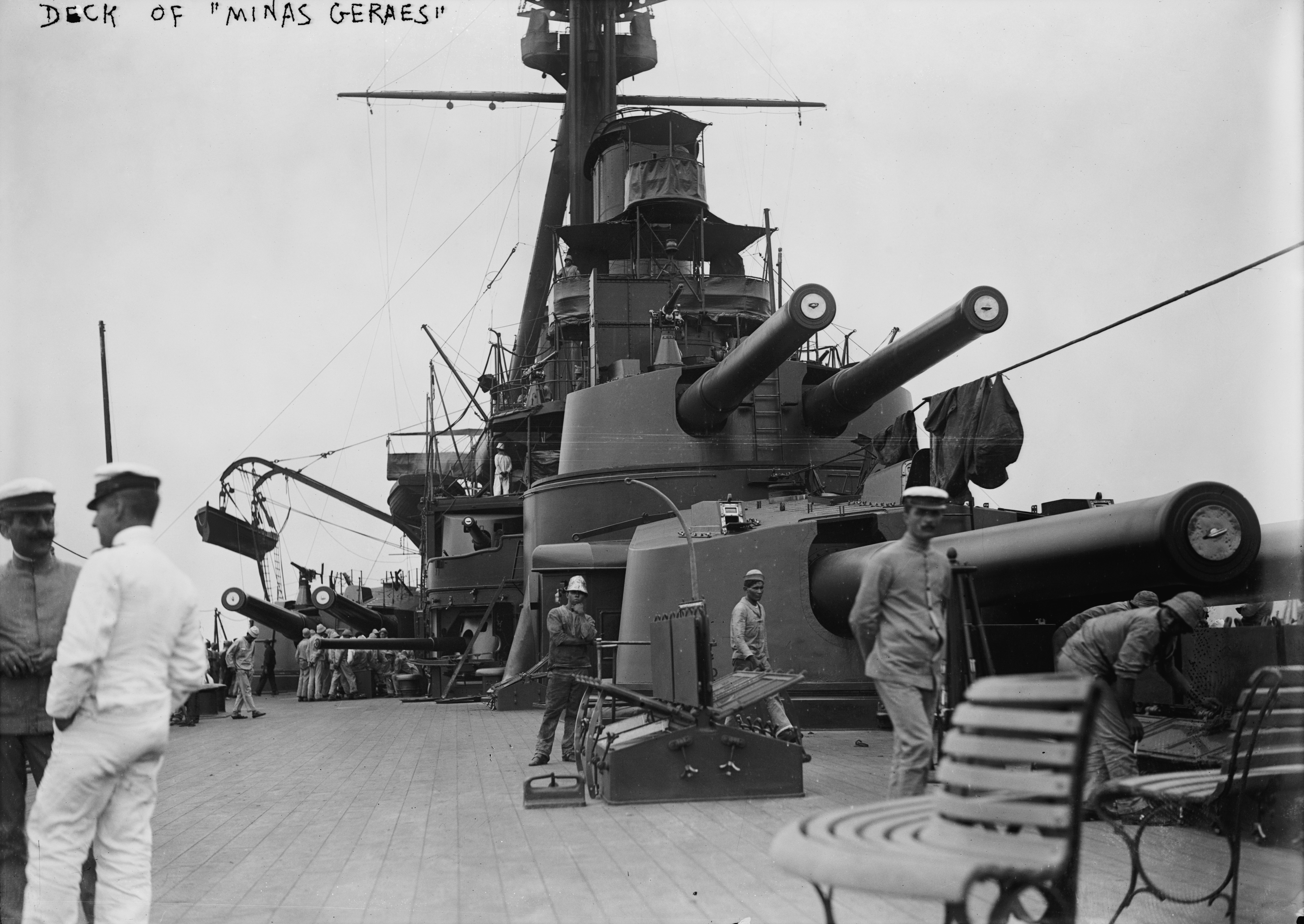
Il ponte principale della Minas Geraes

Il presidente Fonseca e l'alto comando della Marina si trovavano alle prese con due scelte estremamente sgradevoli. Si potevano impiegare le unità rimaste leali per attaccare e affondare le navi cadute in mano ai ribelli, ma ciò significava distruggere navi la cui costruzione era stata tremendamente dispendiosa e che costituivano ormai un pilastro per il riconoscimento del Brasile come seria potenza internazionale; vi era poi la possibilità che le rimanenti unità brasiliane, le quali erano tutte più piccole e meno potenti delle navi controllate dagli ammutinati, fossero spazzate via se avessero sferrato un attacco aperto. Ma piegarsi e accettare le richieste dei ribelli, richieste che provenivano dal sottoproletariato e dalle classi nere, avrebbe inflitto un forte imbarazzo alle élite al governo.
Fonseca scelse entrambe le soluzioni. In primo luogo, il Congresso brasiliano iniziò a negoziare con gli ammutinati, sebbene Fonseca e il ministro della Marina Marques Leão stessero preparando in segreto una soluzione militare della crisi; su decisione del Congresso, il deputato José Carlos de Carvalho fu posto alla guida delle trattative con i ribelli: Carvalho, un federalista ed ex capitano della Marina, parlò con le ciurme di tutte e quattro le unità e riportò al Congresso che i ribelli erano ben diretti e organizzati, e che il loro armamento principale era perfettamente funzionante. Il suo rapporto mostrò che le lamentele della ciurma, in particolare a proposito dell'uso della frusta, erano più che giustificate, e che una soluzione militare aveva scarse probabilità di successo; nel pomeriggio del 23 novembre, il Congresso avviò quindi i lavori per l'elaborazione di una legge che garantisse l'amnistia per i ribelli e la cessazione delle punizioni corporali nella Marina.
Pressato dal suo ministro della Marina, Fonseca non aveva intenzione di abbandonare l'opzione militare. Quello stesso pomeriggio, i ribelli ricevettero un telegramma che li metteva in guardia circa il progetto di un attacco da parte del cacciatorpediniere Paraíba in mano ai governativi; come risposta, i ribelli portarono le loro navi fuori dalla baia in modo da rendere più difficile qualunque attacco da parte di siluranti. Gli ammutinati fecero ritorno alle 10:00 del 24 novembre, giorno in cui il Correio da Manhã fece per la prima volta riferimento a Felisberto come "ammiraglio" della flotta ribelle.
Nel Congresso, l'influente senatore e candidato alla presidenza sconfitto Rui Barbosa divenne il campione della causa dei ribelli. Barbosa utilizzò la retorica ufficiale della Marina contro di lei per sostenere una soluzione diplomatica della crisi, facendo notare che se le nuove dreadnought erano inaffondabili come sostenuto le unità rimaste sotto il controllo governativo non avevano certamente alcuna speranza di vincere in uno scontro diretto; inoltre, se un tale attacco avesse avuto il sostegno del Congresso e fosse fallito, la conseguente distruzione di Rio de Janeiro sarebbe ricaduta sui parlamentari stessi. Questi argomenti consegnarono a Barbosa diversi sostenitori nel Senato, al punto che l'aula iniziò a lavorare su un provvedimento di amnistia per assolvere tutti gli ammutinati dalle colpe di cui erano imputati una volta che avessero restituito al governo il controllo delle navi; dopo ore di dibattito, la legge fu approvata all'unanimità quello stesso giorno e inviata alla Camera dei Deputati il 25 novembre.
I vertici della Marina dissentirono dall'iniziativa del Senato e continuarono a pianificare un attacco militare. Zachary Morgan scrisse che «i vertici della Marina ritenevano che solo un confronto militare con i ribelli avrebbe potuto restaurare il loro onore perduto», e che ogni azione in tal senso doveva essere portata a termine prima che l'amnistia fosse definitivamente approvata; questo lasciava poco tempo all'azione, ma i summenzionati problemi di personale ed equipaggiamento continuavano ad affliggere le unità lealiste: un tentativo di recuperare dei siluri efficienti fu sventato dal tiro dei cannoni della Deodoro, e quando cadde la notte il 23 novembre i messaggi radio che comunicavano il rinvenimento di siluri adeguati non raggiunsero i cacciatorpediniere lealisti, rannicchiati in disparte per maggiore protezione; queste armi raggiunsero le navi solo il 24 novembre, e quella notte Fonseca ordinò di lanciare un attacco alle navi ribelli. L'occasione tuttavia sfumò in quanto le unità ammutinate non rientrarono nella baia di Guanabara fino a che l'amnistia non fu approvata; non è noto se i ribelli fossero a conoscenza del provvedimento o avessero semplicemente preso delle misure difensive di precauzione.

L'amnistia fu approvata dalla Camera dei Deputati con un voto di 125 favorevoli e 23 contrari; sotto la minaccia di vedere il suo veto rovesciato da un nuovo voto parlamentare, il presidente Fonseca si rassegnò a controfirmare il provvedimento. Dopo un breve periodo di costernazione (le ulteriori richieste degli ammutinati, come l'aumento dei salari, non erano ancora state discusse dal Congresso), i ribelli rientrarono in porto il 26 novembre in perfetta formazione: la Minas Geraes seguita dalla São Paulo con il Bahia e la Deodoro su ciascun lato. Entro le 19:00 gli ammutinati infine accettarono i termini dell'amnistia.

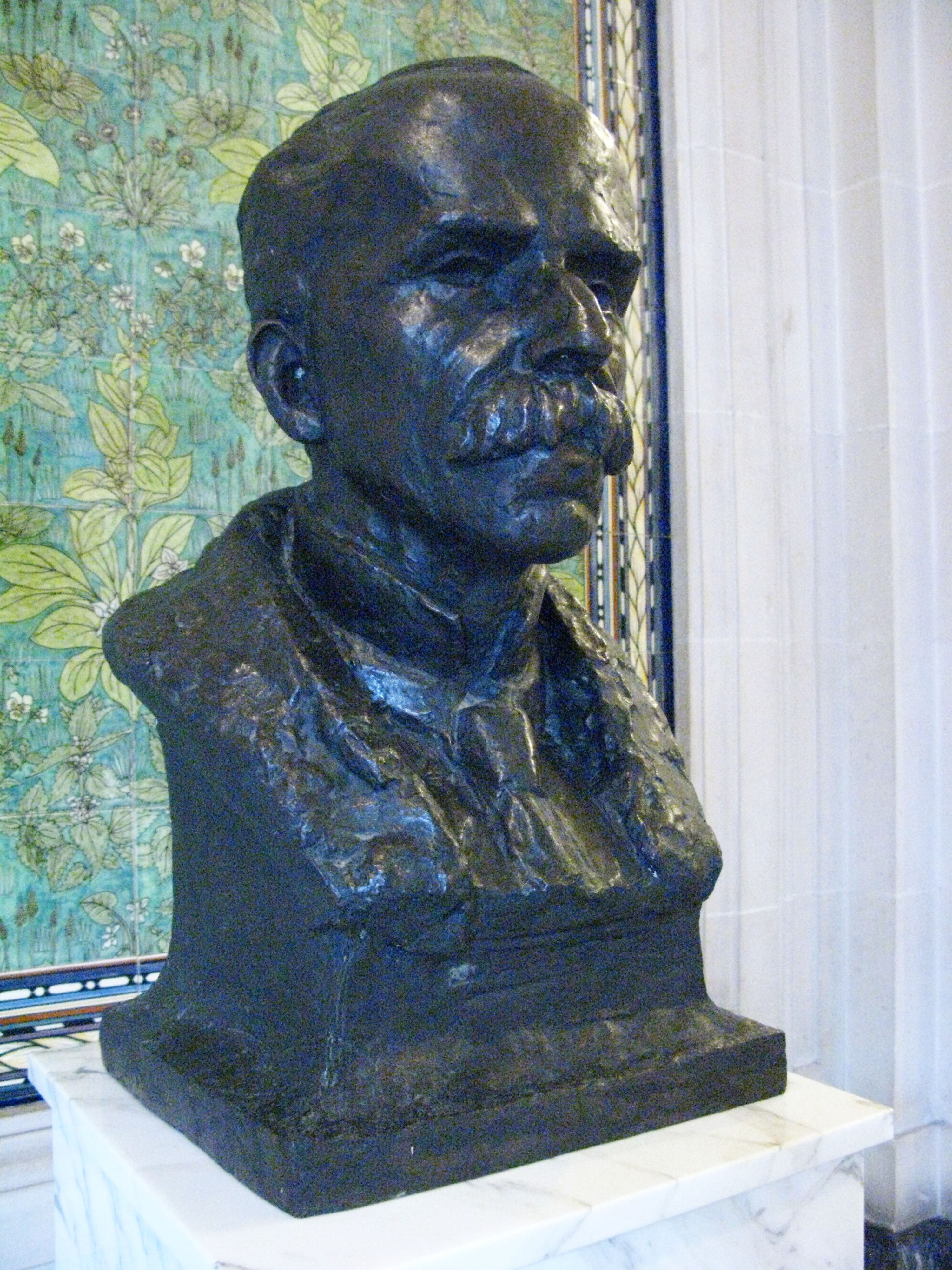
Un busto di Rui Barbosa

## Conseguenze
Nel periodo immediatamente seguente la rivolta, le due dreadnought brasiliane furono disarmate mediante lo sbarco degli otturatori dei cannoni. La rivolta e il conseguente stato della flotta brasiliana, di fatto impossibilitata a operare per paura di ulteriori ribellioni, spinse vari brasiliani influenti come il presidente Fonseca, i parlamentari Barbosa e José Paranhos e l'editore del più rispettato quotidiano nazionale, il Jornal do Commercio, a interrogarsi sull'uso delle nuove dreadnought e sulla possibilità di venderle ad altre nazioni; Rui Barbosa in particolare espresse enfaticamente la sua opposizione alle nuove navi in un discorso pronunciato poco dopo l'approvazione dell'amnistia.

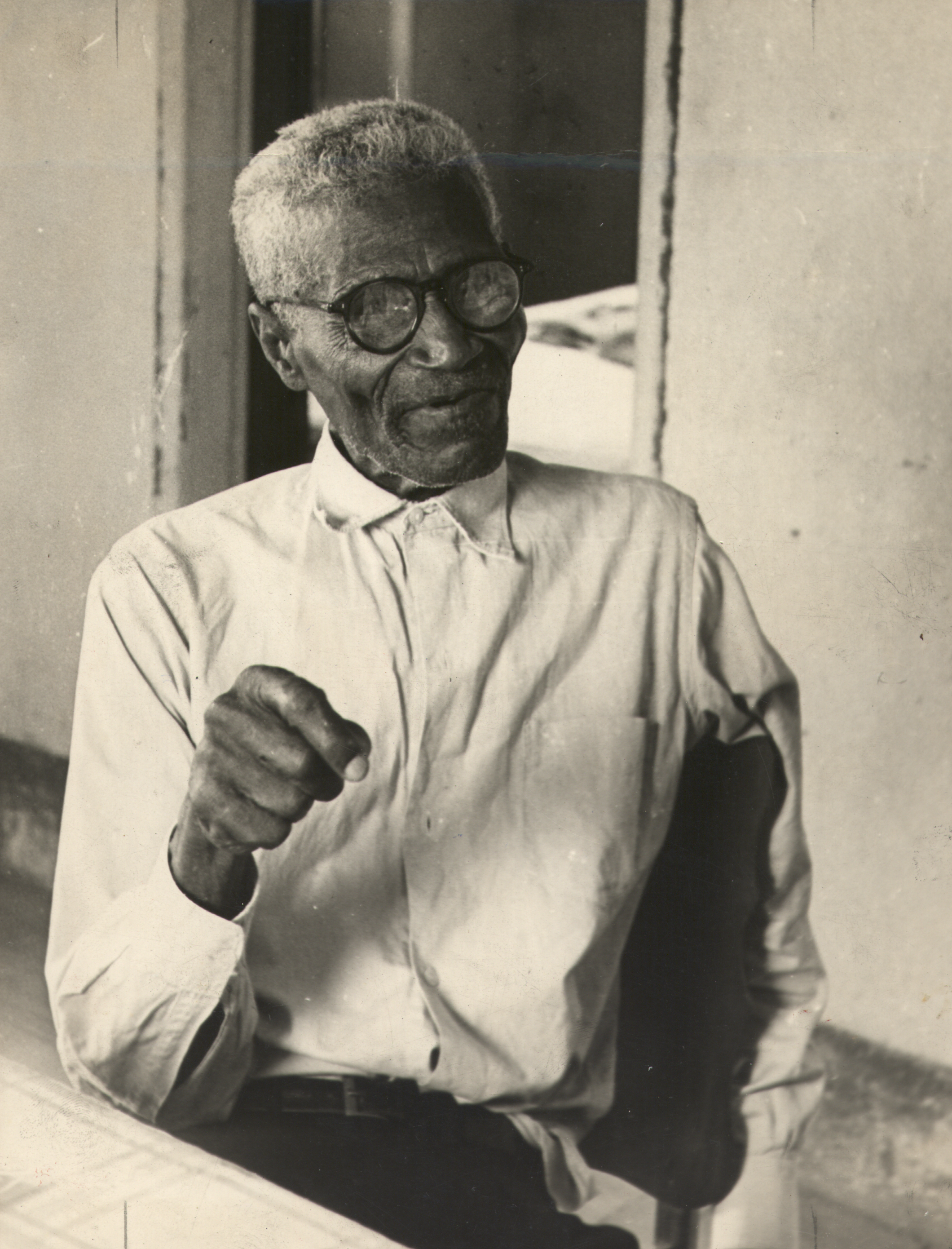
João Cândido, 1963.

Alla fine, il presidente e il governo decisero di non procedere alla vendita delle nuove unità, principalmente per paura di un conseguente effetto negativo in politica interna, anche se convennero sul fatto che le navi potessero essere eventualmente radiate per finanziare unità da guerra più piccole in grado di navigare nei molti fiumi del Brasile.. L'apprensione dell'esecutivo fu aumentata dal discorso pronunciato da Barbosa prima della conclusione della rivolta, nel corso del quale attaccò il governo definendolo «un regime brutalmente militarista»; ad ogni modo, i brasiliani ritirarono l'ordine fatto ai cantieri della Armstrong per una terza dreadnought della classe Minas Geraes, fatto che spinse a sua volta il governo argentino a non utilizzare l'opzione contrattuale per la realizzazione di una terza dreadnought.

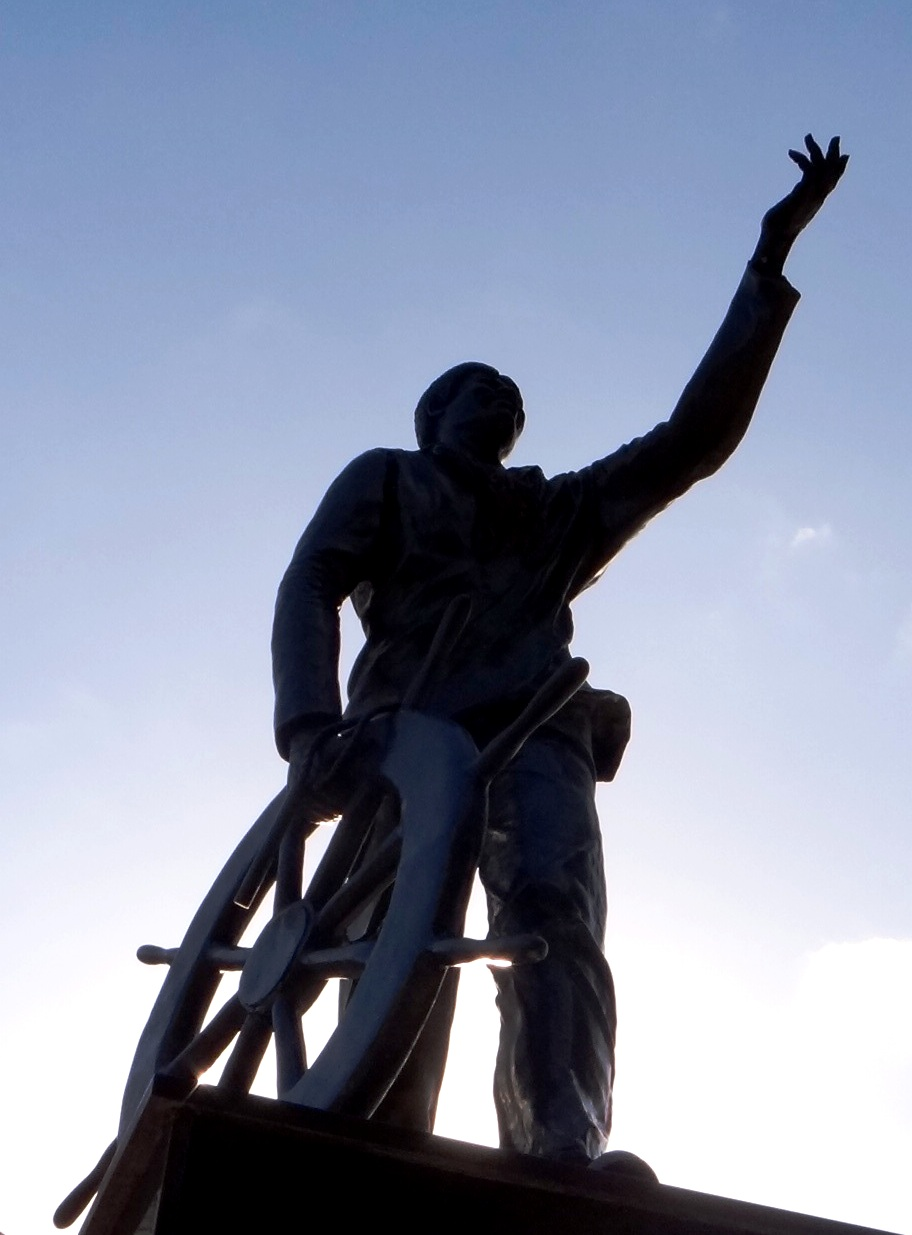
Un monumento raffigurante Felisberto con lo sguardo rivolto alla Ilha das Cobras

Nel frattempo, la decisione di concedere l'amnistia ai marinai ammutinati fece sorgere molte critiche tra le classi elevate della società brasiliana; secondo lo storico Zachary Morgan, «per le élite lo scopo del rinnovamento della flotta stessa era di consolidare la loro posizione sociale, spingendo il Brasile in testa alla corsa al riarmo del Sudamerica e rendendo la loro Marina competitiva con quella di qualsiasi altra nazione occidentale. Invece, gli uomini arruolati avevano usato quelle stesse navi per umiliare l'élite della Marina. Le navi erano state salvate, ma a quale costo?». I marinai coinvolti nell'ammutinamento furono dimessi dal servizio il giorno stesso della fine della rivolta (26 novembre), e nei giorni seguenti furono pienamente congedati dalla Marina per la minaccia che rappresentavano alla normale disciplina di servizio: questa misura privò in solo colpo la flotta di circa 1.300 uomini, fatto che spinse il governo ad assumere marinai mercantili portoghesi per colmare il vuoto degli organici. A più di 1.000 dei marinai congedati furono pagati dal governo stesso i biglietti per ritornare alle loro città natali, al fine di farli sgomberare il più velocemente possibile da Rio de Janeiro.
Questi rapidi cambiamenti accrebbero la tensione tra gli ufficiali e i loro equipaggi, e più di 30 marinai furono arrestati in dicembre con l'accusa di aver pianificato un secondo ammutinamento. Il 9 dicembre, marinai dell'equipaggio dell'esploratore Rio Grande do Sul, la principale unità rimasta fedele al governo durante i giorni della "rivolta della frusta", si ammutinarono ma non riuscirono a prendere il controllo della nave; poco dopo, in un'azione probabilmente non concordata con la precedente, il battaglione di fanti di marina di guarnigione sulla Ilha das Cobras si ribellò. Il governo agì rapidamente e riuscì a soffocare le due rivolte, ma ciò spinse il Congresso a proclamare lo stato d'assedio a Rio de Janeiro in modo da conferire al presidente Fonseca una serie di poteri straordinari per meglio fronteggiare le sommosse: il provvedimento fu approvato quasi all'unanimità, con il solo voto contrario del senatore Barbosa.
Gli storici sono oggi concordi sul fatto che non vi fosse alcuna connessione tra la rivolta della frusta di novembre e i nuovi ammutinamenti di dicembre; ad ogni modo, il governo e la Marina, ancora scossi per il loro onore perduto, colsero l'opportunità per rastrellare i marinai amnistiati e gettarli in prigione. I marinai che non riuscirono a sfuggire a questa ondata di arresti, circa 600, furono imprigionati sulla Ilha das Cobras, dove l'ex leader Felisberto e altri diciassette uomini furono rinchiusi in celle d'isolamento; di questi diciotto, solo due furono ritrovati vivi il giorno dopo: tutti gli altri rimasero uccisi dai fumi generati dalla reazione chimica tra l'ossido di calcio usato per disinfettare le celle e l'anidride carbonica. Quello stesso giorno, il mercantile Satelite lasciò Rio de Janeiro per le piantagioni di alberi della gomma dell'Amazzonia con a bordo più di un centinaio di ex marinai e circa 300 "vagabondi" raccolti dalle strade: nove di questi furono giustiziati dall'equipaggio durante il viaggio, e la maggior parte dei restanti morì poco dopo a causa del duro lavoro nelle piantagioni immerse nel clima tropicale, una regione descritta da Barbosa come «un posto dove uno può solo morire». Nel mentre Felisberto, sopravvissuto alla notte d'isolamento ma affetto da allucinazioni per l'esposizione ai fumi tossici, fu condannato a essere internato in un ospedale psichiatrico; occorsero diciotto mesi perché Felisberto e altri nove marinai potessero comparire davanti a un tribunale per rispondere delle loro presunte azioni anti-governative commesse durante le rivolte del 9 e 10 dicembre: tutti gli imputati furono giudicati non colpevoli e infine congedati dalla Marina.
Per gli uomini che rimasero in Marina o che furono successivamente arruolati, le condizioni del servizio non cambiarono immediatamente. Furono istituiti programmi di addestramento, soprattutto nelle malignate scuole di apprendistato navale, che iniziarono a produrre dei marinai più istruiti, un grosso passo in avanti rispetto alla situazione precedente ma che tuttavia non riguardò i marinai già arruolati. Un ambizioso programma di formazione fu previsto per il 1911, non molto tempo dopo la rivolta, ma fu accantonato dopo che nel 1912 entrò in carica una nuova amministrazione. La Marina fu invece lasciata cadere in rovina, non diversamente da quanto avvenuto dopo la rivolta del 1893; come scrisse Morgan: «invece di ricominciare aumentando il livello di preparazione di marinai e ufficiali per adeguarlo a quello delle loro navi tecnologicamente avanzate, quelle stesse navi che avevano offerto una promessa di modernità per la nazione brasiliana furono lasciate a deteriorarsi, con il resto della Marina al loro fianco».